# Master of Puppets (singel)
Master of Puppets – singel zespołu Metallica z albumu Master of Puppets. Kompozytorami utworu są wszyscy członkowie Metalliki.
Według słów Jamesa Hetfielda utwór traktuje o narkotykach, które przejmują kontrolę nad osobą je zażywającą. Został umieszczony w grze Guitar Hero: Metallica.
Utwór zawiera rozbudowane instrumentalne intro, po którym zaczyna się pierwsza zwrotka, refren, z powrotem motyw przewodni, druga zwrotka i refren. Po drugim refrenie zaczyna się długa sekcja instrumentalna (bridge), w której pojawia się pierwsze (w historii zespołu i na płycie), rozbudowane i charakterystyczne solo gitarowe wokalisty Jamesa Hetfielda (wykonywane przez niego zarówno na płycie, jak i na koncertach). Później pojawia się mini sekcja instrumentalno-wokalna, po której można usłyszeć solo Kirka Hammetta. Później, utwór wraca do początkowej formy. Pod koniec utworu, można usłyszeć nagranych kilka (albo kilkanaście) partii śmiechu połączonych z końcową partią instrumentalną (różniącą się znacznie od poprzednich – zawiera ona między innymi dodatkowe partie gitarowe, które są "odtwarzane" od tyłu).

## Twórcy
- James Hetfield – gitara rytmiczna, śpiew, przewodnie solo gitarowe
- Kirk Hammett – gitara prowadząca
- Cliff Burton – gitara basowa, chórki
- Lars Ulrich – perkusja